# 八つ墓村
『八つ墓村』（やつはかむら）は、横溝正史の長編推理小説、および作品中に登場する架空の村。「金田一耕助シリーズ」の一つ。1949年3月から1950年3月までの1年間、雑誌『新青年』で連載され、一旦中断した後、1950年11月から1951年1月まで、雑誌『宝石』で『八つ墓村 続編』として連載が再開され物語が完結した。1971年、角川文庫の横溝正史本として、最初に刊行される。
本作を原作とした映画が3本、テレビドラマが7作品、漫画が5作品、舞台が2作品ある（2020年6月現在）。10度の映像化は横溝作品の中で『犬神家の一族』に次いで多い。
1977年の映画化の際、キャッチコピーとしてテレビCMなどで頻繁に流された「祟りじゃーっ！ 八つ墓の祟りじゃーっ！」という登場人物のセリフは流行語にもなった。

## 概要と解説
『本陣殺人事件』（1946年）、『獄門島』（1947年）、『夜歩く』（1948年）に続く「金田一耕助シリーズ」長編第4作（ただし、横溝は連載直前の予告で第3作と案内している）。
横溝は、戦時下に疎開した両親の出身地である岡山県での風土体験を元に、同県を舞台にしたいくつかの作品を発表している。本作は『獄門島』や『本陣殺人事件』と並び称される「岡山もの」の代表作である。山村の因習や祟りなどの要素を含んだスタイルは、後世のミステリー作品に多大な影響を与えた。

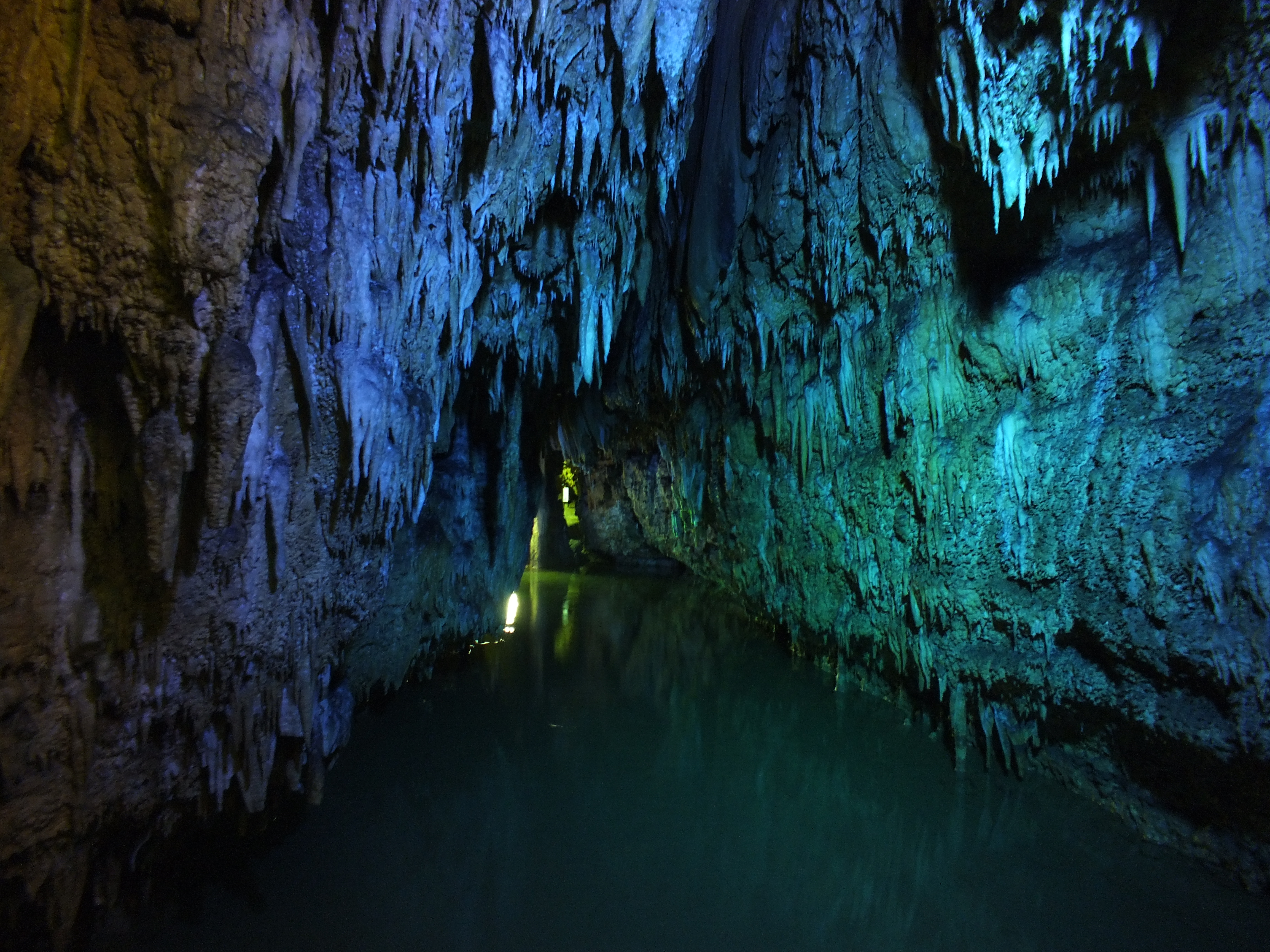
満奇洞の地底湖
（岡山県新見市豊永赤馬）
満奇洞は、1977年の映画『八つ墓村』等、『八つ墓村』の映像作品のロケ地として使われている。

横溝は、農村を舞台にして、そこで起こるいろいろな葛藤を織り込みながらできるだけ多くの殺人が起きる作品を書きたいと思っていたところ、坂口安吾の『不連続殺人事件』を読み、同作がアガサ・クリスティーの『ABC殺人事件』の複数化であること、そしてこの方法なら一貫した動機で多数の殺人が容易にできることに気がつき、急いで本作の構想を練り始めた。そこで『獄門島』の風物を教示してもらった加藤一（ひとし）に作品の舞台に適当な村として伯備線の新見駅の近くの村を教えてもらったところ、そこに鍾乳洞があると聞き、以前に外国作品の『鍾乳洞殺人事件』を読んだことがあることから俄然興味が盛り上がった。作品の書き出しに当たって、衝撃的な過去の事件「村人32人殺し」である1938年（昭和13年）に岡山県で実際に起こった「津山事件」（津山三十人殺し）が初めて脳裏に閃いた。本格探偵小説の骨格は崩したくはなかったが、当時の『新青年』は純粋の探偵雑誌というよりも大衆娯楽雑誌の傾向が強かったことから、スケールの大きな伝奇小説を書いてみようと思い立ち、この事件がかっこうの書き出しになると気がついた。ただし、作品の舞台はわざと事件のあった村よりはるか遠くに外しておいた。また、本作の発端である32人殺しの際の田治見要蔵のいでたちは、岡山市のデパートで催された「防犯展覧会」に出ていた津山事件の犯人の事件当夜のいでたちの想像図を借用に及んだものである、と述べている。
横溝は作品名を当初『七つ墓村』にするつもりであったが、「七つ墓」だと「ななつばか」と読まれそうな気がしてならないことから、一つ増やして「八つ墓」にしたと、掲載誌『新青年』の編集者であった高森栄次に述べている。

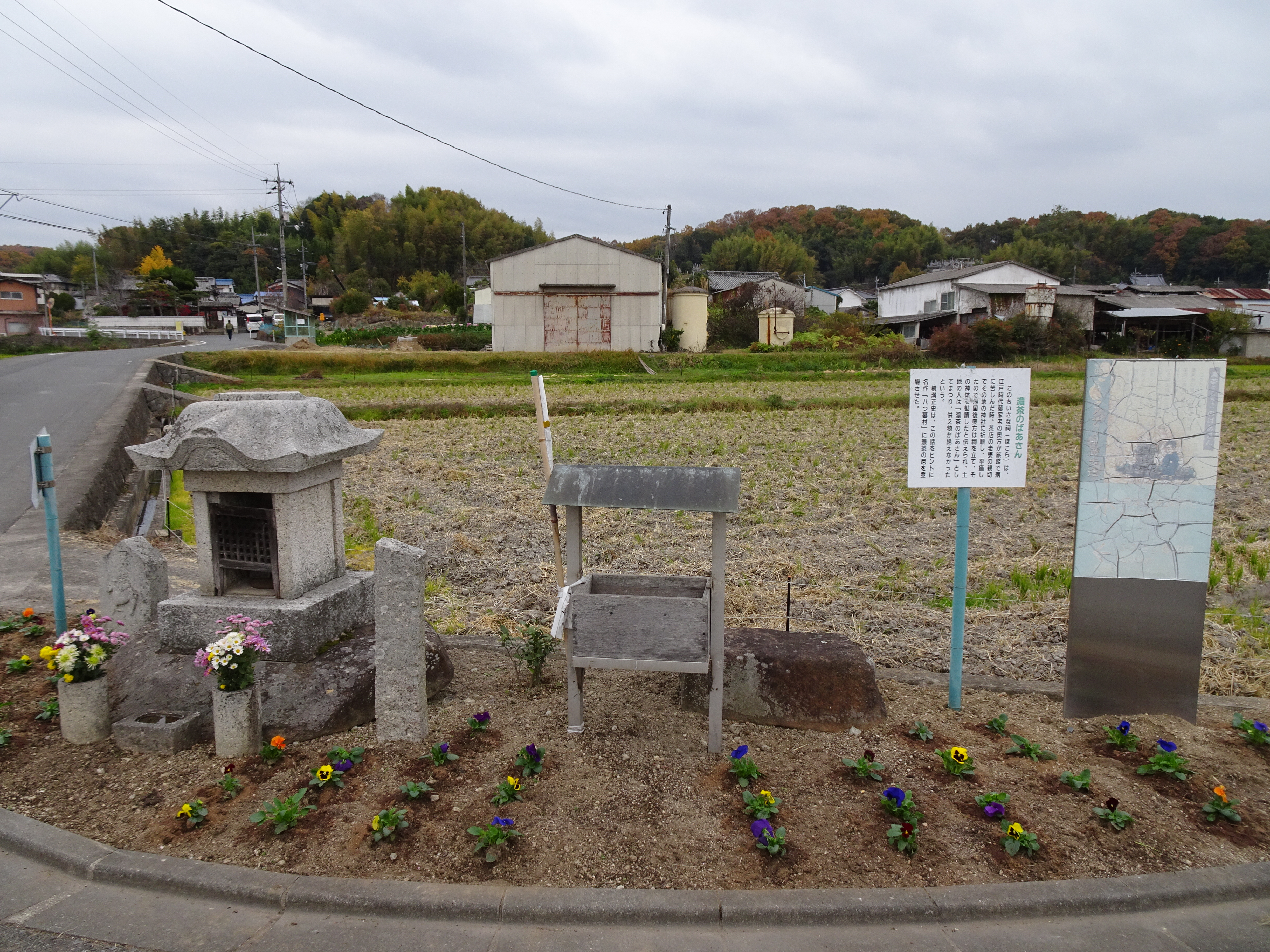
濃茶の祠と賽銭箱
（岡山県倉敷市真備町岡田）
道路の奥の黄色い看板がある家が横溝正史疎開宅。

こうして小説『八つ墓村』は、1949年3月から1950年3月までの1年間、雑誌『新青年』で連載された。物語は、冒頭部分を作者が自述、それ以降を主人公の回想手記の形式で進行する。戦後の『新青年』は、新興ミステリー雑誌に押されるかたちで精彩を欠き、大衆娯楽雑誌として細々と刊行されている状態だった。本作品が久々のミステリー小説の連載であり、連載が始まった同じ号には、江戸川乱歩のエッセーが掲載された。連載は予定通り進まず、横溝の病気で休載中、同誌が休刊となった。その後、1950年11月から1951年1月まで雑誌『宝石』で『八つ墓村 続編』として連載された。『宝石』連載再開にあたっては、編集部より「『新青年』の休刊のため中断していたが、多くのファンの要望に応えて本誌で完結させることになった」という趣旨の挨拶が掲載され、これまでのストーリーの要約も掲載されるなど、初めて読む読者に配慮がなされている。そのような経緯があり、横溝は完結編の終わりの10枚を書くときは、うれしくて感動して手が震えたと述べている。
なお、濃茶の尼のネーミングは、横溝の疎開宅の目の前に今も残されている「濃茶の祠」が元である。

## 物語
前作『夜歩く』の一人語りと同様に、冒頭の過去談を除いては、主人公・寺田辰弥の一人語りの形式をとる。物語は全て彼の口から語られ、彼の体験の順に並ぶ。そのため、金田一による捜査や推理、それに説明は時系列上は遅れて出るところが多い。

### あらすじ
戦国時代の1566年（永禄9年）、とある山中の寒村に、尼子氏の家臣だった8人の落武者たちが財宝とともに逃げ延びてくるが、村人たちは毛利氏による捜索が厳しくなるにつれ災いの種になることを恐れ、また財宝と褒賞に目がくらみ、武者たちを皆殺しにしてしまう。武者大将は死に際に「七生までこの村に祟ってみせる」と呪詛の言葉を残す。その後、村人が次々に変死しついには名主が狂死するに至って祟りを恐れた村人たちは犬猫の死骸同然に埋めてあった武者たちの遺体を手厚く葬るとともに、村の守り神とした。これが「八つ墓明神」となり、いつの頃からか村は「八つ墓村」と呼ばれるようになった。
大正時代、落武者たちを皆殺しにした際の首謀者・田治見庄左衛門の子孫で田治見家の当主・要蔵は、粗暴かつ残虐性を持った男で、妻子がありながら井川鶴子を暴力をもって犯し、自宅の土蔵に閉じ込めて情欲の限りをつくした。そのうち鶴子は1922年（大正11年）の9月6日に辰弥という男児を出産したが、鶴子には昔から深く言い交した亀井陽一という男がおり、要蔵の目を盗んで逢引きをしていた。辰弥誕生から半年ほどして「辰也は要蔵の子ではなく亀井の子なのだ」という噂を耳にした要蔵は烈火のごとく怒り、鶴子を虐待するとともに辰弥にも体のあちこちに焼け火箸を押し当てたりするなど暴虐の限りをつくした。身の危険を感じた鶴子は、辰弥を連れて姫路市にある親戚の家に身を寄せ、いくら待っても帰ってこない鶴子についに狂気を爆発させた要蔵は、異様な姿で手にした日本刀と猟銃で計32人もの村人たちを次々と殺戮し、山へ消えた。時に1923年（大正12年）のことであった。
その後神戸で結婚して寺田姓となった鶴子の息子・辰弥は、商業学校を出た年に養父と喧嘩して出奔後友人の下に住んで商事会社に勤め、21歳の時に兵隊にとられて南方に行っていたが終戦後の翌年復員すると、神戸一帯が空襲で焼かれて養父は造船所で死亡、養父の再婚相手とその子供たちなどもどこに行ったか不明という天涯孤独の身となっていた。それから2年近く過ぎた1948年（昭和23年）のある日、ラジオで彼の行方を探していた諏訪法律事務所を訪ねると、辰弥の身寄りが彼を探しているという。数日後、辰弥の元に「八つ墓村へ帰ってきてはならぬ。おまえが村へ帰ってきたら、26年前の大惨事がふたたび繰り返され八つ墓村は血の海と化すであろう。」との匿名の手紙が届く。その後、法律事務所で彼の身寄りである田治見家の使者で、母方の祖父・井川丑松に引き合わされるが、丑松はその場で血を吐いて死に、何者かが彼のぜんそく薬のカプセルに毒を混入したことが判明する。その後、辰弥の大伯母から依頼を受けた森美也子が辰弥を迎えに現れる。
田治見家には辰弥の異母兄姉にあたる久弥と春代がいるが2人とも病弱であること、里村慎太郎とその妹・典子といういとこがおり久弥と春代が死ねば慎太郎が田治見家を継ぐこと、辰弥の大伯母で双児の小竹と小梅は辰弥が跡取りとなることを望んでいること、美也子は田治見家と並ぶ分限者（=資産家）である野村家の当主・壮吉の義妹で未亡人であることなどの予備知識を携えて辰弥が八つ墓村入りすると、「濃茶の尼」と呼ばれる少し気の狂った尼から「八つ墓明神はお怒りじゃ。おまえが来ると村はまた血で汚れるぞ。いまに8人の死人が出るのじゃ。」と罵声を浴びせられる。その翌日、辰弥と対面中の久弥が悶絶死し、辰弥は毒殺を疑うが、医者の久野は病死で片づけてしまう。丑松と久弥の葬儀後、辰弥は野村家に逗留中の金田一耕助から、怪しいと思うことがあったら率直にそれを披露するよう忠告される。3日後、久弥の死体が解剖された結果、久弥の死は丑松と同じ毒によるものであることが判明する。
さらに久弥の初七日の法要の席で蓮光寺の洪禅が毒殺され、辰弥は麻呂尾寺の英泉から「貴様が毒を盛ったのだ。貴様は自分のじじいを殺し、それから兄を殺し、今度はおれを殺そうとして、間違って洪禅君を殺したのだ！」と糾弾される。法要の前に慶勝院の尼・梅幸から「私と麻呂尾寺の住持が知っている大変大事なお話があります」と言われていたことから、翌日、慶勝院を訪問すると梅幸尼が毒殺されていた。そこには「双児杉」「博労」「分限者」「坊主」「尼」とそれぞれの対になる2組の名前が記された紙片が残されており、雷に打たれてなくなったお竹様の杉と毒殺された4人の名前の上に赤インキで棒が引いてあった。
その夜、辰弥は寝床のある離れから通ずる鍾乳洞を探検し、小さな滝から外に出たところで典子に出会い、彼女との別れ際に、濃茶の尼の尼寺の障子に鳥打帽をかぶった男のような人影がよぎったかと思うと電気が消えた。その翌朝、辰弥は昨夜の12時前後、辰弥と典子が尼寺の電気が消えるのを目撃した時間に濃茶の尼が殺されたことと、例の殺人予定表のような紙片を記した久野が失踪したことを知らされる。金田一は辰弥に、濃茶の尼殺しは梅幸尼殺しでヘマをやらかした犯人の予定外の殺人であると言う。数日後、何者かにさらわれた小梅の死体が鍾乳洞の奥「鬼火の淵」と呼ばれる地底の崖下の水面で見つかり、その近くに「双児：小竹様・小梅様」と記された紙片と行方不明の久野の鳥打帽が発見され、最重要容疑者として久野の鍾乳洞狩りを行ったところ、「狐の穴」と呼ばれる無数の枝道の一つに久野の毒殺死体と「医者：久野恒美 ・新居修平」と記された紙片が発見された。
村人たちの辰弥に対する疑惑が強まる中、辰弥は離れの屏風の中から自分に瓜二つの亀井陽一の写真を発見し、自分が要蔵の子ではなく亀井の子であることを知る。その夜、村人たちが辰弥を簀巻きにして川に放り込もうと田治見家を急襲し、辰弥は鍾乳洞の「鬼火の淵」の向こう側に逃れる。一夜明けて辰弥の耳に春代の悲鳴が聞こえ、駆け付けると春代は鍾乳石で刺されて瀕死であった。辰弥が亀井の子であることを知っていた春代は、最期に辰弥への想いと犯人の左の小指を噛み切ったことを告げて息絶える。その後辰弥は、愛する辰弥のために毎日弁当を差し入れに来る典子と、鍾乳洞の奥深くにある 「竜の顎（あぎと） 」に隠されているという落武者たちの財宝探しの探検を始める。数日後、麻呂尾寺の住持・長英が村人たちを説得しているので、今日にも洞窟を出られそうだと聞かされた辰弥は、喜びのあまり感極まって典子を抱きしめ2人は結ばれる。しかし、そこに現れた博労の吉蔵が野村家の若頭とともに2人を襲撃し、鍾乳洞の奥に追い込まれたところで落盤が起きる。意識を取り戻した2人は、そこで大量の大判を発見するとともに、閉じ込められてしまったことに気が付く。絶望する辰弥を典子は助けが来ると励まし、また、春代に小指を噛み切られたのは美也子であったことを伝える。辰弥は慎太郎が田治見家を継ぐために本家の者を皆殺しにするのが犯行動機である可能性に気付いて彼を疑っていたのだが、慎太郎を愛するがゆえの美也子による犯行だったのだ。
2人は3日後に救出され、快復した辰弥が麻呂尾寺の長英を訪ねたところ、英泉が辰弥の実の父・亀井であることを知らされる。英泉が洪禅の死の際、辰弥を糾弾したのは、辰弥が要蔵の子でないことを知りながら田治見家を横領しようと企み、自身の出生を知る父が邪魔で殺そうとしたのだという思い込みによるものだった。その後、春代の三十五日の夜、今回の事件の総括を関係者一同で行う。久野は商売敵の新居医師を八つ墓明神の伝説を利用して殺したいと願望して頭の中だけで立てたプランを手帖に書き、それを美也子に利用されたのであった。美也子は小指の傷口から入った悪いばい菌により体中が紫色に腫れあがって、苦痛にのた打ち回りながら息を引き取ったという。最後に辰弥は、発見した大判を披露するとともに、典子と結婚したことを報告し、皆の歓声と拍手に包まれる。
辰弥は慎太郎に亀井の写真を見せて田治見家相続の辞退を申し出る。辰弥は、神戸の新居に移り住む前に典子から妊娠したことを告げられ、彼女を強く抱きしめる。

## 登場人物
金田一耕助（きんだいち こうすけ）
私立探偵。鬼首村で起きた事件の解決後、弟の死に疑念を抱いた西屋の主人の依頼を受けて八つ墓村にやって来た。
寺田辰弥（てらだ たつや）
「私」こと本編の主人公で語り部。事件後、金田一の勧めで事件の手記を著す。戸籍上は1923年（大正12年）生まれだが、実際には1922年（大正11年）生まれで、事件当時数えで27 (28) 歳。さらに戸籍上は養父・寺田虎造の実子とされている。
色白だが、全身に裸になるのをはばかられるような火傷のあとがあり、人定の決め手の一つとなった。
母・井川鶴子亡き後、義父・寺田虎造と再婚した義母はよくしてくれたが、彼女の実子である弟妹が生まれたことから距離が出来てしまい、商業学校を卒業した年に虎造とも意見の衝突があって家を飛び出した。その後神戸の友人のところに転がり込んでいたところで召集され、復員すると義父母らの所在はわからなくなっており、天涯孤独の身となる。戦後は学校時代の友人の世話で化粧品会社に勤務し、友人夫婦宅に寄宿して生活していた。
田治見家の跡取りとして八つ墓村に呼び戻され、事件に巻き込まれる。美男子であり、事件周辺の女性に好意を寄せられる。
義兄・久弥の通夜の席で出された酢のものが嫌いだったため、毒の仕込まれた料理に箸を付けなかったことで犯人扱いされたり、自身の来村により落武者の祟りが起きたと思い込んだ村人たちに襲われたりする等、意図せずに取った行動・偶然により、多くの憂き目に遭う。
磯川常次郎（いそかわ つねじろう）
岡山県警警部。

### 田治見家
落武者たちの殺害の首謀者である田治見庄左衛門の子孫。東屋と呼ばれる村の分限者（金持ち、資産家）。資産は1949年（昭和24年）当時の金額で1億2000万円以上にも達する。
田治見小梅（たじみ こうめ）
田治見小竹（たじみ こたけ）
一卵性の双子の老姉妹。未婚。要蔵の伯母（辰弥の大伯母）で、両親を失った要蔵を育てた。田治見家の財産を狙う親族に嫌悪感を持ち、子供がなく頼りない久弥・春代に失望している。
田治見要蔵（たじみ ようぞう）
田治見家先代。自分の思い通りにならないものを権威で捻じ伏せる、身勝手で独善的な暴君の如き性格。
26年前、井川鶴子を無理矢理に妾にした。鶴子母子が家出して10日余り後、発狂して村人32人を虐殺し、山の中へと姿を消した。後に鍾乳洞の「猿の腰掛」で虐殺された落武者の甲冑を纏い、屍蝋化した遺体で発見された。前途を悲観した小梅・小竹姉妹に毒殺されたとされる。
田治見おきさ（たじみ おきさ）
要蔵の妻。26年前の事件で、要蔵に斬り殺された。
田治見久弥（たじみ ひさや）
要蔵の長男で、田治見家当代。事件当時数えで41歳。肺病（肺結核が肺壊疽まで進行しているとされる）を患っており自分の寿命が短いことを悟り、辰弥に田治見家の跡取りとなることを心より願い、病床の中で辰弥を探し出し家を託す。父・要蔵に容姿がよく似ている。辰弥が父・要蔵の血を引いていないということを承知の上で彼を跡継ぎに選んだ。
辰弥との対面直後、毒殺される。2人目の犠牲者。
田治見春代（たじみ はるよ）
要蔵の長女。35、6歳の、少し髪の縮れた色の小白い女性。物静かで穏やか。1度は嫁いだが、心臓が弱く子供が産めない体となったため離縁され、実家に戻って小梅と小竹の身の回りの世話をしている。
辰弥が腹違いの実弟ではないことを知っており、初対面から異性として密かに好意を寄せ、辰弥の気持ちを察するとともに、辰弥に近づく女性にあからさまな嫉妬を示したりもしている。

### その他

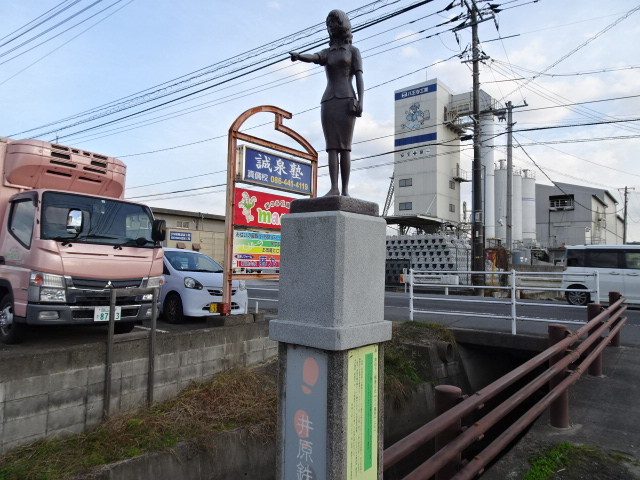
森美也子像
（岡山県倉敷市真備町川辺）

久野恒実（くの つねみ）
村の診療所の医者で、田治見家の親戚筋。文中（辰弥の1人称で記述）では「恒おじ」と呼んでいるが、厳密には従伯叔父（またおじ）である。春代は要蔵の従兄と説明しているが父方か母方かは不明である。医師としての腕は心もとなく（久弥に処方した薬は「いまどき、どこの田舎医者でもこんな調合はしない」と評された）、診療所の薬品管理も杜撰で誰でも出入り出来てしまう。子だくさんで、腕が確かで丁寧な診療をする疎開医師の新居医師に患者を奪われつつあり、生活に貧している。趣味は推理小説を読むこと。
里村慎太郎（さとむら しんたろう）
要蔵の甥。36、7歳。母の実家を継ぐべく里村姓を名乗った要蔵の弟・修二の息子。典子の兄。辰弥とは血縁のない従兄弟にあたる。元軍人（階級は少佐）で、強靭な体をしている。太り肉（じし）の色の白い大男で、頭を丸刈りにして無精髭がもじゃもじゃしており、かなり爺むさい感じがある。戦後は没落し、村に戻って百姓のまねごとをしながら失意の生活を送っている。
父・修二が多治見家の小竹・小梅から好かれておらず、本人も幼少から村の外に出て帰郷せずに過ごしたため村とは親しみがないことも相重なり、他の村人たちから距離を置かれていることはもちろん、多治見家の者たちから嫌われており、将来多治見家の遺産相続人となることを小竹・小梅から渋られている。
美也子とは戦中からつきあいがあり、ひそかに好意を寄せていた。戦況が不利なことを悟り、美也子に資産を宝石等に代えるよう助言したりしていた。殺人現場で美也子を見かけ、苦悩する。
事件解決後、最終的に辰弥から田治見家の家督を譲られた。その後、村に石灰工場を建設するために奔走している。
里村典子（さとむら のりこ）
慎太郎の妹。26年前の事件のさなかに8か月の未熟児で生まれた。実年齢よりかなり幼く見え、精神的にも幼い印象。天真爛漫な性格。辰弥を「お兄様」と呼んで慕う。額の広い頬のこけた顔で、不美人の印象があったが、辰弥に一途な好意を寄せるにつれ、傍目にもどんどん美しくなっていく。
早産のため、歳の割にちょっと知恵が足らない所があるとされているが、実際の所は機転が利き、気配りが出来る人物で、通夜の席ではすぐ寺へ帰らなければならなくなった梅幸に、後で彼女の寺へ膳を届けるように辰弥に手配させている。辰弥の心強い味方となる。
お島（おしま）
田治見家に仕えている女中。
野村荘吉（のむら そうきち）
西屋と呼ばれる村の分限者。美也子の亡き夫・達雄の兄。太平洋戦争の3年目に脳溢血で亡くなったとされる弟の死に疑念を抱き、美也子に毒殺されたに違いないと考え復讐に燃え、金田一に真相解明を依頼する。
森美也子（もり みやこ）
荘吉の義妹で、未亡人。30歳をいくらか出ている。肌の白くてきめの細かい美人。面長で古風な顔立ちだが、古臭い感じはなく都会的な女性。
姐御肌、もしくはそのように振舞っていると辰弥からは見られており、同じ都会人であり、村での数少ない味方として辰弥から好意を寄せられていた。一方で、春代や典子からは素直でない複雑な性格を看破されている。多治見家の小梅・小竹姉妹の見分けが付いておらず、よく間違える。
一連の殺人事件の真犯人。
諏訪（すわ）
神戸の弁護士。野村家縁者。色白のでっぷりと太った、いかにも人柄の良さそうな人物。美也子にひそかな好意を寄せていたとされる。
新居修平（あらい しゅうへい）
疎開医者。40代半ばくらい。丑松の主治医で、丑松が毒殺された後参考人として警察に呼ばれる。大阪からの疎開者だが、歯切れの良い江戸弁を話す。確かな技術と円満な人柄で、村人の信頼を得ている。その一方で、患者を奪われたと思い込んでいる久野には恨まれている。
井川丑松（いかわ うしまつ）
鶴子の父で辰弥の祖父。博労。胡麻塩頭を丸坊主にした、渋紙色の顔色をしている。喘息持ちで日頃から飲んでいた薬に毒を混入され、最初に毒殺される。
新居が開業してはじめて掛かった患者で、新居の腕の良さを他の村人たちにも吹聴して回り、よそから来た疎開医者である彼の村人からの信頼獲得に一役買っている。
26年前の事件発生前、多治見家の土蔵から脱走してきた鶴子と幼少の辰弥を自宅の床下に匿い、村からの逃走を手助けした。
井川浅枝（いかわ あさえ）
鶴子の母で辰弥の祖母に当たる。
寺田鶴子（てらだ つるこ）
辰弥の母。旧姓は「井川」。19歳当時郵便局で事務員をしていた。自分につきまとっていた田治見要蔵にきっぱりと拒否を示したことで、彼の逆恨みによる報復によって拉致され、無理矢理妾にされ、土蔵で監禁生活を強いられる。要蔵の眼を盗んで抜け穴から鍾乳洞に行き恋人の亀井陽一と逢引きを重ね、彼の子を身籠り要蔵の子として辰弥を産む。
幼少だった辰弥の記憶によると小柄で整った顔立ちの美しい女性。
要蔵に「いつか殺される」と悟って辰弥と神戸に避難後、造船所の職工長であった15歳年上の寺田虎造と結婚。辰弥が7歳の頃死去。要蔵にされた仕打ちのPTSDを負い発作的なフラッシュバックに終生苦しんでいた。
辰弥に渡した守り袋が、後にある秘密を解明する鍵となる。
寺田虎造（てらだ とらぞう）
鶴子の夫で辰弥の戸籍上の父親。鶴子より15歳年上で神戸の造船所の職工長であった。鶴子と死別する以前は辰弥を可愛がっていたが、後妻を迎え実子が産まれたことにより、義理の息子との間に距離ができる。意見の衝突による辰弥の出奔と召集により生き別れ、戦時中に爆撃で亡くなる。
井川兼吉（いかわ けんきち）
丑松の甥。鶴子が監禁された後に丑松の養子となった。
亀井陽一（かめい よういち）
小学校の訓導（現在の小学校教諭に相当）で、鶴子の恋人。辰弥の実の父親。外部からの転勤で八つ墓村の小学校に勤務。26年前の事件の時は隣村の和尚の元に碁を打ちに行って無事であった。当時は辰弥によく似た美男子であった。事件後、遠くの小学校に転勤する。
長英（ちょうえい）
隣村の村境にある真言宗麻呂尾寺の住職で英泉の師匠。久弥に個人的に帰依されていた。80歳を超えた老齢で中風にかかり、伏せっている。八つ墓村の住人ではないが村に檀家が多く、村民の信望も篤い。
英泉（えいせん）
長英の弟子で、長英にかわって麻呂尾寺のことを取り仕切っている。50代くらい。度の強い眼鏡をかけている、白髪交じりの厳しい顔の男。戦争中は満州の寺で苦行僧となっていたが、終戦後に引き揚げて麻呂尾寺に入った。昔の彼を知る村人たちも同一人物とは気付けないほど、苦行で顔立ちが著しく変わってしまった。
辰弥の実の父・亀井陽一と同一人物。抜け穴から密かに田治見家離れに忍び込み、手紙が貼り込まれた屏風を見に行ったこともある。辰弥の来村予定を知り、変装して周辺に性情を聞いて回る等していた。事件解決後、神戸の新居で一緒に暮らして欲しいと辰弥に請われるが、殺人事件の犠牲者の冥福を祈ると固辞した。
洪禅（こうぜん）
田治見家代々の菩提寺蓮光寺（禅宗）の住職。30代くらいで、痩せて度の強い眼鏡をかけており、書生のような風貌。
妙蓮（みょうれん）
通称「濃茶の尼」。50歳過ぎで、兎口の唇がまくれあがり大きな黄色い乱杭歯がのぞいている。迷信深く八つ墓明神の祟りを恐れている。手当たり次第他人のものを盗む癖があるため、村人たちからは疎まれている。夫と子供を26年前の事件で殺され、出家する。辰弥に対して激しい敵対心を持つ。
梅幸（ばいこう）
慶勝院の尼。妙蓮とは対照的なきちんとした尼で、村人の人望もある。田治見家関係者と長英以外で辰弥の本当の父親のことを知る唯一の人物。
片岡吉蔵（かたおか きちぞう）
西屋の博労。年ごろ50歳前後の、顔も体もゴツゴツといかつい男。26年前の事件では新妻を殺された。それゆえに要蔵の身内である辰弥に憎しみを抱き、事件が進むに連れて次第に暴走していく。辰弥を追って鍾乳洞に乱入し、落盤により死亡。

## 年代について
『八つ墓村』内で要蔵の凶行や本編について、角川文庫などでは「大正×年」「昭和二十×年」という伏字表現をしている（しかし他の場所から容易に計算できる）が、雑誌連載時はそれぞれ「大正十二年」「昭和二十三年」と記載されていた。伏字になったのはこの両者の期間や主人公の年齢とずれが生じているためで、横溝が「何年生まれ或いは何年に何才だったということで、そこから一つ二つと数えていく」と雑誌『宝石』のインタビュー中に説明していることから足掛け表記などではなく「大正16年=昭和元年」と誤解していたのではないかという説が『横溝正史自選集3 八つ墓村』の解説で挙げられており、この『横溝正史自選集3』では雑誌連載時の伏字なしの版で掲載されている。

## 作品の評価
- 1952年に「第5回探偵作家クラブ賞」候補にノミネートされる[注 15]。
- 田中潤司は横溝作品ベスト5を選出した際、本作品を5位に挙げ[注 16]、横溝もこれを「妥当なもの」としている[11]。
- 『週刊文春』が推理作家や推理小説の愛好者ら約500名のアンケートにより選出した「東西ミステリーベスト100」の国内編では、本作品は1985年版で44位に[注 17]、2012年版で57位に選出されている[注 18]。

## 映像化作品（共通事項）
登場人物が非常に多く、人物相関が入り組んでいる上、トリックが複雑で巧妙なことから、映像化作品はいずれも大幅な改編省略を余儀なくされている。
典子の抹消と美也子の人物像変更
典子は主人公とのラブロマンスが展開される事実上のヒロインであるにもかかわらず、金田一ブームを支えたとされる1970年代後半の劇場映画（『八つ墓村』は1977年）および古谷一行主演のドラマ（『八つ墓村』は1978年と1991年）でいずれも削除されている。この3作品ではいずれも典子に代えて美也子が辰弥と恋仲になり、そのあとで美也子が犯人であることが知れて鍾乳洞内で争うという展開になっている。この結果、原作と異なる美也子の人物像が定着する一方で、典子の存在感が極めて低い状況が以降も続いている。
犯行動機の変更
美也子が辰弥と恋仲になるという設定は、必然的に里村慎太郎との結婚という犯行動機を変更することでもある。1977年版映画では美也子の義父が財産相続できる家族関係に変更して慎太郎への財産相続を不要としており、1978年版ドラマと1991年版ドラマでは田治見家への復讐を動機としている。関連して、1977年版映画では里村兄妹の存在自体が削除されているが、1978年版ドラマでは里村慎太郎が登場するにもかかわらず、美也子が田治見家の財産を相続させようとする設定が無く、慎太郎の役割が不明確になっている。1991年版ドラマでは、慎太郎による財産相続を単に田治見家への復讐手段としている。なお、1995年版ドラマは美也子が辰弥と恋仲になる設定ではないが、犯行動機を田治見家への復讐とし、里村兄妹は登場しない。
初期および最近の作品における典子と美也子
金田一ブーム以前の作品のうち1971年版ドラマでは、犯行動機や典子の役割に関する設定は原作通りである。1969年版ドラマでは美也子自身が財産相続できる家族関係に変更され、里村兄妹は登場しない。1951年版映画では、原作から変更された犯人が慎太郎の婚約者でもある春代との結婚によって財産を得ることが犯行目的となっており、美也子には重要な役割が無い。典子は原作のような活躍はしないが、最終的に辰弥と結ばれる。金田一ブーム以後では、1996年版映画で里村慎太郎との結婚という犯行動機に回帰し、2004年版ドラマと2019年版ドラマでも踏襲されている。しかし、1996年版映画では典子が比較的重要な役割を果たしながらも辰弥と結ばれるには至らず、2004年版ドラマには典子は登場しない。2019年版ドラマでは「金田一ブームで定着した美也子の人物像」と「原作通りの犯行動機や最終的に辰弥と結ばれる典子」との両立が試みられた。なお、美也子が夫を毒殺したとの疑惑を西屋の当主が抱いている設定を残している映像化作品は長らく無かったが、2019年版ドラマで初めて映像化された。
美也子の死因
春代に噛まれた怪我に起因する感染症とする設定を残しているのは1991年版ドラマ、2004年版ドラマ、2019年版ドラマのみである。ただし、いずれも原作のように怪我を隠して治療しなかったわけではなく、2004年版ドラマでは真相露見後に治療を拒否した設定であり、1991年版ドラマでは洞内の菌が傷に入ったため、2019年版ドラマでは鬼火の淵の水で洗ったため、急速に悪化して治療が間に合わなかったとしている。なお、他の作品では自殺が多いが、1977年版映画では落盤による圧死、1978年版テレビドラマでは亀井陽一と争っての相討ちである。また、1951年版映画では美也子は犯人ではなく死んでいない。
亀井陽一
原作通りまたは原作に近い状況で登場する作品は多くない。原作通りに英泉として登場するのは1971年版ドラマ、1991年版ドラマ、2019年版ドラマのみであり、1978年版ドラマでは戦傷を口実に顔を隠して寺男として登場する。1969年版ドラマ、1995年版ドラマ、1996年版映画では、辰弥出生前後に死亡している設定であり、1977年版映画では事件解決後に存命が判明するが結局登場しない。なお、1951年版映画では辰弥の出自に関する設定は大きく変更されている。
殺人計画書および医師や僧侶
久野医師の殺人計画書やその前提となる新居医師の存在も、多くの作品で省略されている。新居医師が登場するのは1991年版ドラマ、2004年版ドラマ、2019年版ドラマのみである。1969年版ドラマでは殺人計画書に相当する内容が古くからの村の言い伝えになっている。殺人計画書は1978年版ドラマにも出てくるが、作成動機が原作とは異なる。殺人計画書を無くして関連する設定を変更することにより、登場する僧侶の人数を減らしている作品も多い。亀井陽一が生きて登場しない1977年版映画、1995年版ドラマ、1996年版映画では、麻呂尾寺長英も慶勝院梅幸尼も登場せず、辰弥の出生の秘密または手がかりを知る人物を各々学校長、神官、郵便局長の息子としている。このうち1977年版映画と1996年版映画は、蓮光寺洪禅に相当する僧侶が登場するが殺害されない。亀井陽一が寺男として登場する1978年版ドラマには、長英は登場しないが、梅幸尼は洪禅の従僧という設定で登場する。亀井陽一が英泉として登場する作品では長英、梅幸、洪禅とも登場する設定が基本であるが、1971年版ドラマでは殺人計画書を無くして梅幸尼を省略し、2019年版ドラマでは殺人計画書の内容を微修正して洪禅を省略している。なお1951年版映画では、八墓明神の神主が重要な役割を果たすのに連動する形で「濃茶の尼」ではなく「濃茶の巫女」となっており、僧侶が全く登場しない。
鍾乳洞内の探検
どの作品でも原作より大幅に簡略化されており、特に1969年版ドラマや1996年版映画では屍蝋安置位置付近より奥へは進まない。2019年版ドラマは典子が洞内を既に熟知している設定にすることで、改めての探検を不要としている。村人たちが大挙して洞内へ入り込んだのは、1969年版ドラマ、2004年版ドラマ、2019年版ドラマのみである。落盤は1977年版映画と2004年版ドラマで採用されているが、1977年版映画は落盤時に天井に脱出路が形成され簡単に脱出しており、財宝発見には結びついていない。なお、1951年版映画では鍾乳洞の一部が人工的に爆破されるが、人的被害は生じていない。辰弥が財宝を発見するのは1951年版映画、1978年版ドラマ、2004年版ドラマ、2019年版ドラマのみである（ただし2019年版では確実なのは大判3枚のみ）。

## 映画

### 1951年版
1951年11月2日に公開された。東映、監督は松田定次、主演は片岡千恵蔵。
『八つ墓村』最初の映画化作品。地方の旧家を舞台にした正統派のミステリー。片岡演じる金田一はスーツ上下にソフト帽というダンディなスタイルで登場。

### 1977年版
1977年10月29日に公開された。松竹、監督は野村芳太郎、主演は萩原健一、金田一役は渥美清。
配収19億9000万円を挙げた松竹映画の大ヒット作。この映画のキャッチコピーに使用された濃茶の尼（こいちゃのあま）のセリフ「祟りじゃーっ！」が流行語になったことでも有名。

### 1996年版
1996年10月26日に公開された。東宝/フジテレビジョン・角川書店・東宝提携、監督は市川崑、主演は豊川悦司。

## テレビドラマ

### 1969年版
NET（現：テレビ朝日）系の「怪奇ロマン劇場」枠（毎週土曜日22時30分 - 23時26分）で1969年10月4日に放送された。
長らく再放送が無かったことから「映像を観ることができない（現存しない）作品」と認識されていたが、CS「東映チャンネル」にて2022年4月に再放送され、作品を参照することが容易になった。
以下のような省略や改変によって、全体を50分未満に収めている。
- 美也子が辰弥を村へ連れて来たところから始まり、丑松や諏訪弁護士は登場しない。田治見家に到着すると久弥が毒殺された直後であった。
- 金田一は職業探偵ではなく城南大学の法医学博士であり、後輩にあたる辰弥からの手紙を読んで事件に興味を抱き、来村して法医学の知識を駆使して謎を解く。
- 双生児の大伯母は登場せず、屍蝋を安置している場所へ通っているのは春代であり、美也子もそのことを知っていた。
- 久野医師は登場せず、殺人計画書も無い。双児杉は落武者殺害の直後に損傷し、村ではそれ以来、対になる者は一方が祟り殺されると言い伝えられている。
- 要蔵による32人殺しは8人に減らされている。辰弥は事件のことを知らされる前に鶴子を探す要蔵の様子を夢に見て、洪禅殺害後に春代や美也子を問い詰めて聞き出す。なお、亀井は沖縄で戦死している。
- 美也子は田治見の分家の未亡人であり、本家が全滅すると単純に相続権が発生する。里村兄妹は登場せず、辰弥は誰とも恋仲にならない。
- 金田一に毒殺だと見破られた美也子は、要蔵の出現を演出して妙蓮を殺害する。暴徒化した村人たちが田治見家へ押し寄せる中、金田一と辰弥は鍾乳洞への抜け穴を発見して脱出、春代の悲鳴を聞いて駆けつけるが春代は何も言わずに絶命する。その後、辰弥に隠れているよう指示した金田一は要蔵の屍蝋を発見する。
- 辰弥は村人たちに鍾乳洞内の川に突き落とされそうになるが金田一が制止、洞内で様子を見ていた美也子が犯人だと指摘したうえ、屍蝋を村人たちに示す。金田一は春代の遺体を使って刺殺が未遂となったように見せかけ、追い詰められたと思った美也子は洞内の川に投身自殺する。

キャスト
- 金田一耕助 - 金内吉男
- 寺田辰弥 - 田村正和
- 田治見美也子 - 原知佐子
- 田治見春代 - 夏川かほる
- 片岡吉蔵 - 安藤三男
- 音羽久米子
- 黒木憲三
- 八合昇
- 沖倉邦子
- 田中勝
- 相馬剛三
- 石川玲
- 木村修
- 渡辺市松
- 鈴木暁子
- 清見晃一
- 村人 - 八百原寿子

スタッフ
- 企画 - 武田知也、井上雅央
- 脚本 - 野上龍雄
- 音楽 - 山下毅雄
- 撮影 - 藤本茂
- 照明 - 斉藤久
- 録音 - 織本道雄
- 美術 - 入野達弥
- 編集 - 伊吹勝雄
- 記録 - 安倍伸子
- 助監督 - 稲垣信明
- 進行 - 鈴木善喜
- 装置 - 東和美術
- 現像 - 東映化学
- 監督 - 渡辺成男
- 制作 - NET、東映

| NET系列 怪奇ロマン劇場               | NET系列 怪奇ロマン劇場                 | NET系列 怪奇ロマン劇場        |
| 前番組                               | 番組名                                 | 次番組                        |
| ------------------------------------ | -------------------------------------- | ----------------------------- |
| 牡丹灯籠 （1969年9月20日 - 9月27日） | 八つ墓村（1969年版） （1969年10月4日） | 水の中の顔 （1969年10月11日） |

### 1971年版
『サスペンスシリーズ 八つ墓村』は、NHK総合の「銀河ドラマ」枠（月曜日から金曜日の21時 - 21時30分）で1971年8月2日から8月6日まで放送された。全5回。
金田一は登場せず、磯川警部だけは出番は多くはないものの登場する。殺人事件がいくつかカットされているものの、大筋は後のドラマ化に比べると原作に忠実である。鍾乳洞についてはロケも検討されたが最終的にはセットが作られた。
- 田治見要蔵の大量殺人のくだりは、美也子の回想で簡単に触れられる。映像としては、要蔵が銃を撃っている場面が数秒あるだけである。
- 時間的制約もあり、殺害されるのは久弥、洪禅、濃茶の尼、小梅、春代。そのため久野医師の役割が原作より軽くなり、梅幸、丑松は登場しない。
- 辰弥が尋ね人のラジオ放送を聴く場面から始まり、すぐに諏訪弁護士と面会。その際、諏訪の事務所に、辰弥について根掘り葉掘り尋ねる不審な電話がかかってくるというのが発端。
- 辰弥が濃茶の尼の庵の近くで慎太郎を目撃し疑いを抱くエピソード、洪禅が殺害されたあと英泉が辰弥を責め立てて、春代から咎められるエピソードは残されている。辰弥と典子のロマンスも原作に忠実に描かれている。
- 原作の根幹部分である現場に残された殺人メモのくだりはカットされ、美也子は思いを寄せる慎太郎に田治見家を継がせようと、邪魔な人間を殺害して罪を辰弥にかぶせようとしたと説明がされている。
- 美也子は春代を殺害して鍾乳洞から逃げ出すものの慎太郎に目撃される。美也子は殺人に使用した毒を使い自殺。
- 原作通り、辰弥は英泉と親子の名乗りをあげる。
- 辰弥は宝の地図を慎太郎に渡し、「僕は田治見家の人間ではありません。この地図はあなたのものです。」と呼びかけるが、慎太郎は地図を焼き捨てて立ち去る。田治見家の財産という欲望のからんだ殺人事件を目の当たりにして、宝探しの思いは消えたのである。辰弥と典子はそれを見送り、田治見家の墓に向かい肩を並べて手を合わせる場面で終了する。

スタッフ
- 脚本 - 小畑欣治
- 演出 - 安江泰雅他

キャスト
- 寺田辰弥 - 山本耕一
- 森美也子 - 水野久美
- 田治見春代 - 柳川慶子
- 里村典子 - 有吉ひとみ
- 里村慎太郎 - 内田稔
- 小梅 - 飯田蝶子
- 英泉 - 美川陽一郎
- 長英 - 藤原釜足

| NHK総合 銀河ドラマ                       | NHK総合 銀河ドラマ                             | NHK総合 銀河ドラマ                      |
| 前番組                                   | 番組名                                         | 次番組                                  |
| ---------------------------------------- | ---------------------------------------------- | --------------------------------------- |
| どじょうの唄 （1971年7月19日 - 7月30日） | 八つ墓村（1971年版） （1971年8月2日 - 8月6日） | てんてこまい （1971年8月23日 - 9月3日） |

### 1978年版
『横溝正史シリーズII・八つ墓村』は、TBSテレビ系列で1978年4月8日から5月6日まで毎週土曜日22時 - 22時55分に放送された。全5回。
企画：（旧）角川春樹事務所・毎日放送、製作：毎日放送・大映京都・映像京都。
最も長尺の映像化であり、前半の展開は原作に比較的忠実だが、後半は大きく異なっており、犯行動機は単なる怨恨である。
- 金田一は放浪中に気が向いて八つ墓村を訪れ、宿屋が無いのでよろず屋に寄宿しており、森家（原作の野村家）は関与していない。よろず屋の娘は利発で、金田一が助手代わりに使う場面もある。
- 辰弥はヤミ物資の売人であり、出入りの食堂の主人からラジオの尋ね人の情報を聞く。辰弥の火傷痕は脇腹に大きなものが1つあるのみである。
- 久野恒実は無免許医（もと看護兵）で、要蔵の弟で里村慎太郎の父よりも年長である。里村典子は登場しない。
- 井川丑松は辰弥と対面したときに喘息の発作が出て粉薬を飲み、すぐに死亡する。
- 鍾乳洞への抜け道は壁の隠し扉で長持に偽装はされていない（ただし、単なる壁に見せかけており、また家具を手前に置くことで出入り口とは分からないようにしている）。また、出入りのために辰弥に眠り薬を飲ませる手間はかけていない（酒を飲ませて酩酊するように仕向けたことはある）。
- 洪禅殺害が無差別殺人に見える理由は結局解明されない。それまでに使われた毒物を村に自生する「カブトギク」（トリカブト）と金田一が特定したため、それ以降の梅幸と妙蓮の殺害は絞殺死体を落武者に見立てる形に変わった。
- 美也子が慎太郎を想う設定は無く、辰弥と恋仲になるが、小梅、小竹は快く思わない。辰弥が初めて鍾乳洞へ入った際、原作での典子と同様の状況（ただし2回分を1回にまとめている）で美也子に出会って仲を深める。春代はこの場面には現れず、屍蝋が要蔵であることには美也子が気付く。
- 久野医師の殺人計画書は登場するが[注 19]、疎開医の新居は登場せず、計画書作成の動機は選挙で支援を受けられず落選したことである。また、落雷では明神の墓石が破壊され双児杉の損壊は無いため、計画書の発想源は不明である。対立する二者の一方を殺すという条件を無視して妙蓮が殺害されたことについても何の説明もなされない。
- 金田一は辰弥の不在中に屏風を無断で持ち出し、恋文の他に亀井陽一の写真を発見、そのことを辰弥に説明している間に、小梅が誘拐される。
- 犯行は美也子と諏訪弁護士の共犯である。丑松殺害は弁護士事務所での粉薬すりかえによって行われており、カプセルを利用した時間差トリックは無い。美也子の夫は事業に失敗したときに田治見家に支援を拒絶されて自殺に追い込まれていた。諏訪は田治見要蔵の32人殺しで両親を殺された孤児だが、そのことを隠して辰弥探索に関わっていた。
- 辰弥の父・亀井陽一は戦傷を口実に面頬（めんぼお）で素顔を隠し、寺男・富蔵として密かに辰弥を見守っていた。諏訪は面頬を装着して富蔵に成りすまし、頻繁に八つ墓村へ来て犯行を進めていた。小梅を誘拐した際には甲冑の中に入っていた。
- 警察が鍾乳洞内で小梅を捜索している間に、八つ墓明神の近くに埋められていた久野医師と慎太郎の死体が豪雨で洗い出されて発見される。慎太郎は犯人の正体を知っていたために殺害されたと説明されるが、なぜ知っていたかは明らかにならない[注 22]。興奮した村人たちが辰弥を殺害しようと押しかけてくるが、警察が鍾乳洞を封鎖して騒ぎを収める。
- 鍾乳洞に逃げ込んだ辰弥を警察が把握していない入口から入った美也子が訪ね、洞内を探検して亀井と鶴子が情交していた「竜の顎（あぎと）」を発見し、情を交わす。また、財宝も発見する。
- 辰弥は瀕死の春代から美也子に殺されたことを明示的に聞かされる。美也子は辰弥と無理心中しようとするが、富蔵（亀井陽一）が現れ、喉に剃刀で致命傷を負わされながら美也子を絞殺する。
- 事件終結後、神戸で日和警部が金田一を訪ね、台風による刑部川の氾濫により八つ墓村は鍾乳洞ごと濁流に押し流されて消滅し、辰弥も水死したという新聞報道を示す。財宝発見を知らない2人は辰弥が再び鍾乳洞に入っていた理由が解らず「見えない糸に手繰られて」としか表現できない。そして「やはりこれは祟りということかなあと言いたい」のではないかと日和警部が金田一に問われて肯定するところで終わり、原作のハッピーエンドとは程遠い後味の悪い結末となっている。

キャスト
- 金田一耕助 - 古谷一行
- 寺田辰弥 / 亀井陽一 - 荻島真一
- 森美也子 - 鰐淵晴子
- 要蔵 / 久弥 - 中村敦夫
- 春代 - 松尾嘉代
- 小竹 - 毛利菊枝
- 小梅 - 新海なつ
- 久野（医師） - 永井智雄
- 里村慎太郎 - 草薙幸二郎
- 井川鶴子 - 神崎愛
- 井川丑松 - 北村英三
- 濃茶の尼 - 白木万理
- 諏訪（弁護士） - 内田朝雄
- 村のよろず屋 - 常田富士男
- よろず屋の娘 - 津山登志子
- 片岡吉蔵 - 山本清
- 富蔵（亀井陽一）
- 工藤（駐在巡査） - 江幡高志
- 日和（警部） - 長門勇
- ナレーター - 鈴木瑞穂

スタッフ
- 企画 - 角川春樹事務所、毎日放送
- プロデューサー - 青木民男（毎日放送）、香取擁史、西岡善信
- 脚本 - 廣澤榮
- 撮影 - 牧浦地志
- 照明 - 山下礼二郎
- 美術 - 西岡善信
- 衣装 - 伊藤なつ
- 美粧 - 竹村浩二
- 結髪 - 石井ヱミ
- 協力 - 京都衣装、山崎かつら、京阪商会、高津商会
- 現像 - 東洋現像所
- 衣装協力 - 東京 英（はなぶさ）
- 音楽 - 真鍋理一郎
- 主題歌 - 茶木みやこ「あざみの如く棘あれば」
- 監督 - 池広一夫
- 制作 - 毎日放送、大映京都、映像京都

| TBSテレビ系列 横溝正史シリーズII                      | TBSテレビ系列 横溝正史シリーズII               | TBSテレビ系列 横溝正史シリーズII   |
| 前番組                                                | 番組名                                         | 次番組                             |
| ----------------------------------------------------- | ---------------------------------------------- | ---------------------------------- |
| （なし）                                              | 八つ墓村（1978年版） （1978年4月8日 - 5月6日） | 真珠郎 （1978年5月13日 - 5月27日） |
| TBSテレビ系列 土曜22時枠                              |                                                |                                    |
| 森村誠一シリーズ 人間の証明 （1978年1月4日 - 4月1日） | 八つ墓村（1978年版） （1978年4月8日 - 5月6日） | 真珠郎 （1978年5月13日 - 5月27日） |

### 1991年版
『名探偵・金田一耕助シリーズ・八つ墓村』は、TBSテレビ系列の2時間ドラマ「月曜ドラマスペシャル」（毎週月曜日21時 - 22時54分）で1991年7月1日に放送された。
古谷主演による再ドラマ化作品。原作に比較的近いが、物語の簡素化が激しい。
- 事件発生年は昭和28年に設定されている。
- 八つ墓村の最寄り駅は石蟹駅（実在する）。
- 本作では「田治見」でなく「多治見」と表記している。
- 辰弥は東京で化粧品会社のセールスマンをしていた。諏訪弁護士は登場せず、辰弥は多治見家から美也子を通した依頼で金田一が捜し出し、料亭で丑松と引き合わせている。丑松は辰弥に多治見家の現在の家族関係を説明したあと絶命した。これにより逮捕された結果、辰弥は職場を解雇されている。
- 西屋の森荘吉（野村ではなく）は要蔵の末弟で、美也子の義父（義兄ではなく）である。久野医師も要蔵の弟である。
- 美也子に誘われて金田一も辰弥と共に八つ墓村へ向かう。その途上で戦国時代の事件を説明されたが、26年前の事件のことは久弥殺害後まで隠されていた。隠しごとがあることを理由に辰弥が東京へ戻ろうとしたところへ金田一が来合わせ、共に説明を聞く。そのとき、金田一が屏風に封じ込まれた手紙を発見する。
- 警視庁の等々力警部が丑松殺害事件捜査のため来訪し、岡山県警の銀川警部と合同で捜査を進める。
- 邸内から鍾乳洞への入口は、簡単に動かせるようになっている長持の下に穴が開いている形態。小梅と小竹が辰弥に睡眠薬を飲ませる展開は無い。辰弥が鍾乳洞へ入ると（原作の典子と同様の状況で）美也子が居た（1978年版と同様）。
- 金田一は辰弥の不在中に屏風を無断で解体し、恋文の他に亀井陽一の写真を発見した（1978年版と同様）。
- 美也子は小梅と小竹の区別がつき、小竹を殺害して殺人計画書にも正しく朱線を入れている。これは、原作の落雷による杉の損傷に合っているが、落雷の設定は無い。殺人計画書での殺害人数は7人で、予定外の濃茶尼を含めて8人になった。小竹の死体は甲冑を着せられていた。
- 美也子は要蔵が起こした村人殺害事件の遺児で、西屋に引き取られたうえ長男の嫁として迎えられていた。しかし、調布での電器工場の事業に失敗した夫は多治見本家に援助を拒絶されて自殺した。そこで、復讐のため多治見本家を皆殺しにして、小梅小竹らが最も嫌がる里村慎太郎に家督を継がせようとした。
- 美也子にとって慎太郎はあくまで復讐手段であり、結婚相手として考えているわけではない。むしろ美也子は辰弥と恋仲になる。典子は登場しない。
- 鍾乳洞探検は亀井と鶴子が情交していた「竜の顎（あぎと）」を辰弥と美也子が発見して情を交わすのみで、財宝は全く発見されない。
- 亀井陽一は原作通りに英泉として登場する。ただし、風貌が変わっていたのは戦争で爆撃を受けて顔に重傷を負ったため。
- 犯人であることを知られた美也子は辰弥を刺殺しようと追いかけ回すが、英泉が止めに入って重傷を負う。その直後に警察や金田一が到着して美也子は逮捕される。
- 美也子は指の怪我を特に隠していたわけではないが、破傷風が予想外に悪化して死亡した。
- 辰弥は英泉の看病と慎太郎への遺産相続手続のために当分は村に残り、その後の身の振り方は改めて考えると金田一に語る。
- 物語の最後に、「それから一年後、この世にも恐ろしい伝説を持つ八つ墓村は、町村合併してその名を永久に消した」とナレーションが入る。

キャスト
- 金田一耕助 - 古谷一行
- 寺田辰弥 - 鶴見辰吾
- 森美也子 - 夏木マリ
- 多治見庄左衛門 / 多治見要蔵 / 多治見久弥 - ジョニー大倉
- 多治見小梅 - 高橋芙美子
- 多治見小竹 - 北城真記子
- 多治見春代 - 浅田美代子
- 井川鶴子 - 小沢幹子
- 井川丑松 - 浜村純
- 久野恒実 - 戸浦六宏
- 英泉 - 田中公行
- 梅幸尼 - 楠本光子
- 濃茶の尼 - 堀永子
- お島 - 夏海京子
- 銀川（警部） - 石井愃一
- 等々力（警部） - ハナ肇
- ナレーション - 城達也

スタッフ
- 企画 - 大下晴義、樋口祐三
- プロデューサー - 細井保伯、酒井実、浜井誠
- 脚本 - 関本郁夫、新津康子
- 音楽 - 真鍋理一郎
- 撮影 - 矢田行男
- 照明 - 美間博
- 美術 - 丸井一利
- 録音 - 大谷巌
- 編集 - 谷口登司夫
- 方言指導 - 楠木光子
- 制作協力 - 映像京都
- 企画協力 - 角川春樹事務所、かとう企画
- 監督 – 関本郁夫
- 制作 - 東阪企画、TBS

| TBSテレビ系列 月曜ドラマスペシャル | TBSテレビ系列 月曜ドラマスペシャル    | TBSテレビ系列 月曜ドラマスペシャル |
| 前番組                             | 番組名                                | 次番組                             |
| ---------------------------------- | ------------------------------------- | ---------------------------------- |
| 仙人のいたずら （1991年6月24日）   | 八つ墓村（1991年版） （1991年7月1日） | 温泉仲居番頭物語2 （1991年7月8日） |

### 1995年版
『横溝正史シリーズ6・八つ墓村』は、フジテレビ系列の2時間ドラマ「金曜エンタテイメント」（毎週金曜日21時2分 - 22時52分）で1995年10月13日に放送された。
片岡鶴太郎主演の金田一シリーズでは、牧瀬里穂を毎回何らかの役で起用するのが恒例で、本作では落武者のリーダー格・菊姫役を与えられている。
- 田治見要蔵による村人殺人被害者は32人ではなく8人である。
- 濃茶の尼以外の僧侶、里村兄妹、井川丑松、片岡吉蔵、疎開医の新居は登場しない。
- 辰弥は元々金田一と面識があり、金田一が尋ね人の情報を辰弥に伝える。
- 久弥は薬で眠らされて刺殺され、滝に打たれた姿で発見される。
- 西屋は尼子一族を匿った隠れ家の跡地で、鍾乳洞への入口もある。
- 鶴子は小学校教員、亀井（陽一ではなく光一）は隣村に赴任していた県庁の役人で、鶴子拉致後に殺害されている。
- 通夜で毒殺されるのは僧侶でなく神官・名越で、辰弥の出生の秘密を知っていた。
- 小梅殺害後、久野の遺体もすぐに発見される。また、春代に続いて小竹も殺害される。
- 美也子は過去に久弥に強姦され、野村一郎（達雄ではなく）に救われて結婚するが、一郎は久弥の指示を受けた久野に毒殺されていた。
- 小竹と小梅は、要蔵から久弥に伝わった血を消すために殺害を計画し、殺害後の相続者として辰弥を探していた。
- 小竹と小梅に協力を依頼された美也子は、計画を利用して自らの復讐を果たしていた。
- 美也子は尼子の子孫（菊姫の弟の末裔）であった。

キャスト
- 金田一耕助 - 片岡鶴太郎
- 田治見辰弥 / 亀井光一（二役） - 岡本健一
- 野村美也子 - 名取裕子
- 田治見要蔵 - 平幹二朗
- 田治見小竹 / 田治見小梅 - 山口美也子
- 田治見春代 - 寺島しのぶ
- 井川鶴子 - 小松みゆき
- 濃茶の尼 - 朝比奈順子
- 久野恒実 - 大杉漣
- 田治見 おきさ - 水野あや
- お島 - のむらゆみ
- 菊姫 - 牧瀬里穂

スタッフ
- 企画 - 小林　義和
- プロデューサー - 高橋萬彦、川上一夫
- 脚本 - 佐伯俊道
- 音楽 - 石田勝範
- 撮影 - 木村祐一郎
- 演出 - 福本義人
- 題字 - 片岡鶴太郎
- 企画協力 - 角川書店
- 制作 - 共同テレビジョン、フジテレビ

### 2004年版
『金田一耕助シリーズ・八つ墓村』は、フジテレビ系列の2時間ドラマ「金曜エンタテイメント」（金曜日21時 - 23時22分）で2004年10月1日に放送された。
また、2016年12月3日には「SMAPグラフィティ」の一環として、『土曜ワイド』で再放送された。
- 原作に比較的近い展開ながら、亀井陽一が落武者虐殺に反対した人物の子孫であり、鍾乳洞の奥に追いつめられた辰弥が落人の怨霊による落盤で救われるなど、1977年版映画へのオマージュとも考えられるオカルト風味も込められている。
- 辰弥の母・鶴子は寺田虎造と結婚しておらず、母子ともに井川姓のままである。
- 金田一には諏訪弁護士が辰弥捜しを依頼した。当初は乗り気でなかったが、要蔵の事件を覚えていた横溝正史（金田一と親しい作家という設定）が依頼を請けることを勧める。なお、この導入部分は『黒猫亭事件』の冒頭部分の引用である。
- 西屋（野村家）は存在せず、美也子は久野医師の弟の未亡人である。片岡吉蔵は、相当すると思われる人物が32人殺しや終盤に登場するが、キャラクターとして明確に紹介される場面はなく、妙蓮尼との性関係も出てこない。
- 金田一は諏訪弁護士の依頼で美也子が久野医師宅に逗留させる。
- 丑松の主治医が久野医師になっている。
- 美也子が里村慎太郎との結婚を進めるために遺産を相続させようとする設定は原作通りであるが、里村典子は登場しない。
- 濃茶の尼・妙蓮は崖から突き落とされて殺害された。
- 鍾乳洞の奥に辰弥を追いつめた暴徒79名は、落盤により全員死亡した。美也子の犯行による犠牲者の総数は、それまでに殺害した8名と彼女自身も含め88名になる。
- 落盤のあと、辰弥は母が遺してくれた父の描いた地図を頼りに、4日後に自力で鍾乳洞を脱出した。
- 美也子の最期を、金田一との病床での対決という原作に沿った形としている。ただし、真相露見後に治療を自ら断って自殺に近い形で死亡している。
- 事件後、辰弥は神戸に帰る前に金田一に謝礼として入手した財宝の一部を風呂敷に包んで手渡している。この小判はこのシリーズの次作『女王蜂』の冒頭で旅行の資金源として用いられる。

キャスト
- 金田一耕助 - 稲垣吾郎
- 井川辰弥 / 亀井陽一 - 藤原竜也
- 森美也子 - 若村麻由美
- 田治見庄左衛門 / 要蔵 / 久弥 - 吹越満
- 田治見春代 - りょう
- 里村慎太郎 - 永澤俊矢
- お島 - 東佳代子
- 荒井修平 - 入江雅人
- 井川鶴子 - 中山忍
- 井川丑松 - 守田比呂也
- 野村達雄 ‐ 森富士夫
- 長英 - 大門伍朗
- 川瀬（刑事） ‐ 櫻庭博道
- 濃茶の尼 - 絵沢萌子
- 梅幸尼 - 島かおり
- 久野恒実 - 浅野和之
- 諏訪（弁護士） - 笹野高史
- 田治見小梅 - 泉晶子
- 田治見小竹 - 江波杏子
- 橘（署長） - 塩見三省
- 横溝正史 - 小日向文世

スタッフ
- 企画 - 荒井昭博、和田行、保原賢一郎
- プロデューサー - 稲田秀樹
- 脚本 - 佐藤嗣麻子
- 音楽 - 佐橋俊彦
- 撮影 - 伊藤清一
- 照明 - 田中雄哉
- 美術 - 柳川和央
- 音声 - 吉田登
- 編集 - 河村信二
- 方言指導 - 高村尚枝
- 協力 -  シネハウス、角川大映撮影所
- 演出 - 星 護
- 制作 - フジテレビ

| フジテレビ系列 金曜エンタテイメント                                               | フジテレビ系列 金曜エンタテイメント               | フジテレビ系列 金曜エンタテイメント   |
| 前番組                                                                            | 番組名                                            | 次番組                                |
| --------------------------------------------------------------------------------- | ------------------------------------------------- | ------------------------------------- |
| 封印された「拉致」 海に消えた真実 ～母・寺越友枝 愛の戦い41年～ （2004年9月24日） | 八つ墓村（2004年版） （本放送） （2004年10月1日） | 赤い霊柩車19 （2004年10月8日）        |
| フジテレビ 土曜ワイド（SMAPグラフィティ）                                         |                                                   |                                       |
| 新ナニワ金融道 （2016年11月26日）                                                 | 八つ墓村（2004年版） （再放送） （2016年12月3日） | 僕が僕であるために （2016年12月10日） |

### 2019年版
スーパープレミアム『八つ墓村』のタイトルで、NHK BSプレミアムの「スーパープレミアム」枠で2019年10月12日の21時から22時59分に放送。主演は吉岡秀隆。
原作を構成する各要素の各々を短くして、多くの要素を残している。すなわち、人物の登場シーンを最小限にする（たとえば金田一や磯川警部は最初から在村して改めて登場しない）、事物（辰弥の火傷痕など）の映写を最小限にして科白や所作のみとする、過去の説明を集中させる（たとえば村人32人殺しは屍蝋について春代に問う場面で語られ、金田一が村人から情報収集する場面とも切り替える）、紆余曲折（たとえば嫌疑を受けてから晴れるまで）の経緯を省略するなどの方法や、以下のような設定変更により短縮している。
- 駐在巡査の妻が村の情報を金田一に効率的に提供する。
- 辰弥を井川姓とし、事件以前の生活を一切描写しない（職業も「工場勤め」というほか不明）。英泉が辰弥の様子を探る設定も無い。
- 辰弥が来村前に受け取った脅迫状の内容を簡略化している。
- 丑松は諏訪弁護士もいる前で死亡し、目撃の不確実性がない。
- 小竹と小梅が辰弥の来村後はじめて鍾乳洞へ入ったとき、辰弥も直ちに洞内へ入って屍蝋を発見し、さらに典子にも遭遇する（この結果、辰弥に茶を振舞う意味が不明になっている）。鍾乳洞への抜け道は壁の隠し扉で長持に偽装はされていない。
- 慎太郎が洞内探検で不在の間に典子も独自に探検していて洞内を熟知している設定とし、辰弥や金田一による探検を不要としている。
- 辰弥が持っていた地図の残り半分は屏風に貼られたままになっており、鶴子が出奔時に破りとったものであった。写真や恋文は地図の裏から発見される。
- 英泉は辰弥のことが気にかかって洞内をうろついていたが、辰弥の居室に忍び込んでいた設定は無い。
- 蓮光寺洪禅は登場せず、法要の席では梅幸尼が殺害される。殺人計画書に「僧侶」と別に「尼」は無く、それに代えて「後継」（辰弥と慎太郎）がある。
- 殺人計画書は1件ずつ独立した紙片になっていた。梅幸尼殺害後に美也子が庵へ置きに行ったところを、濃茶の尼・妙蓮に見られて持ち去られ、殺害して回収しようとしたが、妙蓮が下着の中に隠していたため発見できなかった。
- 吉蔵たちは独自の判断で辰弥を襲撃しており、美也子が扇動する設定は無い。
- 吉蔵たちは鍾乳洞内で辰弥を簡単に追い詰める。そのあと辰弥がどのようにして命拾いしたかは全く描写されず、科白でも説明されない（慎太郎が関与したらしいということのみ暗示される）。また、落盤があったかどうか、財宝が発見されたかどうか、いずれも明示されない（ラストシーンで画面に映る財宝は大判3枚のみであるが、典子が持っていた袋の中身が財宝であると解釈する余地もある）。
- 美也子は春代に噛まれた怪我を、（洞窟内の）鬼火の淵の水で洗ったために破傷風を短時間で悪化させ、病床に駆けつけた辰弥と対峙したあと絶命する。事件の真相はこの対峙を金田一と野村荘吉との対話で補足する形で語られ、関係者を集めての検討会は無い。

その他、以下のような設定変更がある。
- 美也子は慎太郎との結婚を望みながら辰弥も誘惑し、一線は越えないものの辰弥も本気になる。春代とも辰弥をめぐって明示的に対立する。
- 亀井陽一は小学校ではなく上級の学校の教師で、鶴子が拉致されたころには教え子だったので交際を秘密にしていた。
- 典子は事件の間は辰弥と深い仲にならないが、最後に村を去る辰弥に「押しかけ女房」的についていく。
- 事件解決後の静養先として、磯川警部が金田一を亀の湯に誘う（エンドロールに重ねて）。
- エンドロールのあと、小竹が首吊り自殺する足元の場面で終わる。

キャスト
- 金田一耕助 - 吉岡秀隆
- 井川辰弥 - 村上虹郎
- 森美也子 - 真木よう子
- 田治見春代 - 蓮佛美沙子
- 田治見要蔵 / 久弥 - 音尾琢真（二役）
- 里村典子 - 佐藤玲
- 里村慎太郎 - 小柳友
- 田治見小竹 / 小梅 - 竜のり子（二役）
- 片岡吉蔵 - やべきょうすけ
- 駐在 - 宮沢氷魚
- 駐在の妻 - 佐津川愛美
- 井川鶴子 - 樋井明日香
- 新居修平 - 馬場徹
- 久野恒美 - 久保酎吉
- 尼子の大将 - 田中しげ美
- 田治見庄左衛門 - OKI
- 英泉 - 山口馬木也
- 梅幸尼 - 山下容莉枝
- 諏訪弁護士 - 酒向芳
- 井川丑松 - 不破万作
- 長英 - 津嘉山正種
- 濃茶の尼 - 木内みどり
- 野村荘吉 - 國村隼
- 磯川警部 - 小市慢太郎

スタッフ
- プロデューサー - 緒方慶子
- 脚本 - 喜安浩平、吉田照幸
- 撮影 - 神田創
- 照明 - 丸山和志
- 美術 - 柳川和央
- 音声 - 岩間翼
- 編集 - 木村悦子
- 音響効果 - 荒川きよし
- 制作統括 - 村松秀 (NHK)、西村崇（NHKエンタープライズ）、大谷直哉（ザロック）
- 演出 - 吉田照幸
- 制作 - NHKエンタープライズ

## 舞台

### 2008年版
2008年12月10日から12月14日、劇団ヘロヘロQカムパニー、前進座劇場。
ほぼ原作に忠実に舞台化された作品。原作通りにラストで典子が辰弥の子を宿し、希望を感じさせる締めくくりとなっている。
キャスト
- 金田一耕助 - 関智一
- 寺田辰弥 - 永松宏隆
- 森美也子 - 長沢美樹
- 田治見要蔵 / 久弥 / 庄左衛門 - 中博史
- 里村慎太郎 - 小西克幸
- 里村典子 - 沢城みゆき
- 田治見小梅 - 林智子
- 田治見小竹 - 津本陽日
- 田治見春代 - 三石琴乃
- 新居修平 - 近藤浩徳
- 井川鶴子 - 那珂村タカコ
- 井川丑松 - 藤田けん
- 片岡吉蔵 - 松浦俊秀
- 洪禅 - 宇藤秀和
- 英泉 - 中村隆之
- 濃茶の尼 - 橋本亜紀
- 梅幸尼 - 笹井千恵子
- 久野恒実 - 世田壱恵
- 諏訪咲 - 松本和子
- 諏訪（弁護士） - 中尾隆聖
- 駐在 - 上田伸哉
- 川瀬（刑事） - 高野慎平
- 磯川（警部） - 辻親八
- 落武者若大将 - 秋本泰英
- おきさ - 杉崎聡美

### 2020年版
「新派特別公演『八つ墓村』」として、2020年2月16日から新橋演舞場で上演される。脚色・演出は齋藤雅文。
同年6月13日から大阪松竹座で上演が予定されていたが、新型コロナウイルスの感染拡大を受け、中止になった。
キャスト
- 金田一耕助 / 庄左衛門 / 要蔵 - 喜多村緑郎
- 田治見小梅 - 水谷八重子（東京公演） / 池上季実子（大阪公演）
- 田治見小竹 - 波乃久里子（東京公演） / 紅壱子（大阪公演）
- 寺田辰弥 - 室龍太（関西ジャニーズJr.）
- 田治見春代 - 一色采子
- 磯川警部 - 石倉三郎
- 森美也子 - 河合雪之丞

#### 日程
東京公演
2020年2月16日 - 3月3日
会場：新橋演舞場
大阪公演（上演中止）
2020年6月13日 - 6月25日
会場：大阪松竹座

## ラジオドラマ

### 1952年版
『灰色の部屋 八つ墓村』は、1952年7月2日から7月23日までNHKラジオ第2放送で放送された。全4回。
キャスト
- 辰弥 - 石浜祐次郎
- 永田光男
- 渡辺富美子
- 吉川佳代子
- 天野さく
- 楠義孝
- 林舞子

### 1996年版
1996年7月15日から11月11日までTBSラジオで放送された。全18回。
キャスト
- 金田一耕助 - 鈴置洋孝
- 寺田辰弥 - 沖田浩之
- 森美也子 - 戸田恵子
- 田治見小竹 / 小梅 - 杉山佳寿子
- 里村典子 - 飯塚雅弓
- 田治見春代 - 皆口裕子
- 里村慎太郎 - 中井和哉
- 磯川警部 - 佐藤正治
- 諏訪弁護士 - 石井敏郎
- 濃茶の尼 - 遠藤晴
- 久野恒実 - 大場真人

## 関連ドラマ
TRICK2 「六つ墓村」（2002年、テレビ朝日）
エピソード1（第1話 - 第3話前半）
村の名前は六つ墓村で、侍の関係性なども『八つ墓村』を題材としているが同一ではない。

## 漫画
本作品の漫画との関係は横溝正史#経歴および金田一耕助#漫画化作品に譲る。
- 八つ墓村 ：『週刊少年マガジン』、1968年10月13日に連載開始、作画：影丸譲也、出版社：講談社
  - 少年誌で初めて取り上げられた劇画による金田一耕助シリーズの1作目。時代が現代（連載当時の）に移されているが、原作には非常に忠実である。金田一はやや精悍な面立ちだが、和服と蓬髪、茫洋とした雰囲気は原作の味を守っている。影丸はその後、1979年に『悪魔が来りて笛を吹く』、2006年に『霧の別荘の惨劇』（原作『霧の別荘』）を発表。
- 八つ墓村：作画：つのだじろう、秋田書店（絶版）
- 八つ墓村：作画：掛布しげを、チャンスコミック社（雑誌掲載後未刊行）
- 八つ墓村：作画：JET、あすかコミックス、角川書店
  - 被害者1人が減らされている。また、鍾乳洞で辰弥を絞殺しようとした美也子を、春代が最後の力を振り絞って櫛で首をかき切って倒し、愛する辰弥を救って息絶えた。さらには、辰弥は亀井陽一という男性の息子であることを慎太郎ら田治見家の人間は全員知っており、辰弥と典子は結ばれて子供が宿るという原作の結びつきも削除された。亀井陽一が英泉と同一人物という設定も削除され、美也子は財産目当ての悪女として描かれたため、慎太郎も自身に都合がいいかもしれないという認識しか美也子にはない。
- 八つ墓村：作画：長尾文子、秋田書店

## CD
- CD 八つ墓村：CDブック、角川書店、1996年
- 八つ墓村：東宝映画『八つ墓村』オリジナル・サウンドトラック

## ゲーム
- 八つ墓村（2009年4月23日発売、ニンテンドーDS用、フロム・ソフトウェア）

## 関連イベント
- エキスポランド「人が演じる幽霊屋敷」『八つ墓村』
本作は幽霊が登場しないため1977年の松竹映画版の内容を再現している。